# Skessuskálarfjall
Skessuskálarfjall är ett berg i republiken Island. Det ligger i regionen Norðurland eystra, 280 km nordost om huvudstaden Reykjavík. Toppen på Skessuskálarfjall är 881 meter över havet, eller 69 meter över den omgivande terrängen. Bredden vid basen är 1,5 km.
Trakten runt Skessuskálarfjall är nära nog obefolkad, med mindre än två invånare per kvadratkilometer. Närmaste större samhälle är Húsavík, omkring 18 kilometer nordost om Skessuskálarfjall. Trakten runt Skessuskálarfjall består i huvudsak av gräsmarker.